# Dramatico
Dramatico (in Deutschland: Dramatico Deutschland) ist ein von Mike Batt gegründetes Plattenlabel, das 2003 die ersten Erfolge verbuchen konnte. Zu den Künstlern des kleinen Labels gehören Künstler wie Robert Meadmore, Sarah Blasko und Alistair Griffin.
Der Produzent und Komponist Mike Batt entdeckte Katie Melua bei einem Vorsingen und nahm sie bei seinem Plattenlabel Dramatico unter Vertrag. Dramatico verkaufte mehr als 11 Millionen Platten von ihr.

## Vertretene Künstler (Auswahl)
- Caro Emerald
- Gurrumul
- Jem
- Katie Melua
- Marianne Faithfull
- Mike Batt
- Parov Stelar
- Saltwater Band
- The Planets
- Triggerfinger
- Within Temptation
- Zaz